# Георгиос Пендзикис (революционер)
 Тази статия е за гръцкия революционер.  За гръцкия лекар вижте Георгиос Пендзикис (лекар).  
Георгиос (Дзордзис) Николау Пендзикис (на гръцки: Γεώργιος Νικολάου Πεντζίκης, Τζώρτζης) е гръцки офицер и революционер, деец на Гръцката въоръжена пропаганда в Македония от началото на XX век.

## Биография
Георгиос Пендзикис е роден в Солун, Османската империя. Става военен в гръцката армия и стига до офицерски чин. В 1898 година се присъединява към Солунското благотворително братство, създадено в 1871 година и имащо за цел да попречи на разпространението на българщината. Участва в терористични акции в Солун. Присъединява се към гръцката пропаганда в Македония и действа в Солунско до 1908 година. Сътрудничи си с много дейци, между които параходният агент Йоанис Емирис, Атанасиос Вогас, Георгиос Диволис, Евангелос Думас, Аргириос Захос, Теодорос Златанос, Атанасиос Калидопулос, Алкивиадис Малтос, Константинос Малтос, Димитриос Маргаропулос, Димитриос Занас, Маркос Теодоридис, Константинос Папагеоргиу, Периклис Хадзилазару, Георгиос Сохос, Константинос Турнивукас, Панайотис Тремас и Ираклис Ципис.
След пристигането на Атанасиос Сулиотис в Солун Пендзикис си сътрудничи с него срещу българите в Солунско.
За заслуги Георгиос Пендзикис е награден с „Орден на Спасителя“.